# Olbia (Włochy)
Olbia (sard. Terranoa, gall. Tarranoa) – nadmorskie miasto i gmina we Włoszech, w regionie Sardynia, w prowincji Gallura (dawniej Sassari).
Miasto położone nad Morzem Tyrreńskim i od 2005 r. będące stołecznym dla prowincji Olbia-Tempio, po reformie administracyjnej z 2021 r. pełni funkcję stolicy nowopowstałej prowincji Gallura. Według danych na rok 2024 gminę zamieszkiwało 61481 osób, przy gęstości zaludnienia 160 os./km². 
Miasto stanowi węzeł komunikacyjny m.in. z połączeniem promowym z Półwyspem Apenińskim (Civitavecchia). Leżące nad niewielką zatoką i osłonięte przed morskimi wiatrami, dysponuje sporym portem morskim (Olbia-Isola Bianca) oraz lotniczym (Olbia-Costa Smeralda). Istnieje tam rozwinięty przemysł drzewny (produkcja korka) i spożywczy (przetwórstwo ryb). 
Olbia znana jest jednak głównie jako ośrodek turystyczny i kąpielisko nadmorskie. W pobliżu znajdują się słynne plaże miejscowej riwiery Costa Smeralda (Szmaragdowe Wybrzeże), z oddalonym ok. 20 km ośrodkiem wypoczynkowym Porto Rotondo i odleglejszym Porto Cervo. 

## Historia
Początki miasta sięgają odległej starożytności i łączą się z założeniem kolonii fenickiej, przypuszczalnie w VI-IV w. p.n.e. W istocie ślady zasiedlenia, podobnie jak w innych portowych miejscowościach sardyńskiego wybrzeża, stwierdzono archeologicznie już od epoki neolitu. Według jednego greckiego przekazu Olbia została założona przez mitycznego Jolaosa, według innego założycielami mieli być greccy koloniści z Massalii. Zrównoważony rozwój przekształconych później w miasta Olbii oraz innych fenickich placówek handlowych (emporiów), zakłócony został najazdem punickim i wtargnięciem na wyspę Kartagińczyków. Przejście w sferę wpływów rzymskich nastąpiło dopiero w okresie pierwszej wojny punickiej. Miasto po raz pierwszy zostało zajęte przez Rzymian w 259 p.n.e., po stoczonej w Zatoce Olbii bitwie morskiej, w której konsul Lucjusz Korneliusz Scypion pokonał Kartagińczyków (por. Florus, Zarys dziejów rzymskich I, 18). W 227 p.n.e. Sardynia stała się rzymską prowincją pod zarządem gubernatora (najpierw prokonsula, potem prefekta i prokuratora). Nadal intensywnie rozwijało się wówczas miejscowe rolnictwo, handel, a Olbia zyskała funkcję ważnego punktu komunikacyjnego łączącego wyspę z portem w Ostii. Z tego okresu pochodzą ocalałe w niej szczątki rzymskiego akweduktu Sa Rughitulla. 
Pomyślny rozwój gospodarki wyspy (górnictwa, rolnictwa, rozbudowa sieci dróg) powstrzymany został dopiero w V wieku inwazją Wandalów (460-467 n.e.). Po ich wypędzeniu i opanowaniu Sardynii przez wojska Justyniana I (534 n.e.) przeszła ona pod władzę Bizancjum, trwającą do ok. 1000 r. Olbia nosiła w tym czasie nazwę Pauzania (Παυσανία) i dopiero po upadku uciążliwych rządów Bizantyjczyków odrodziła się w postaci średniowiecznej osady pod nazwą Terranova (lub Civita). Jako stolica Gallury nosiła ją do 1939 r., kiedy miastu przywrócono pierwotną nazwę grecką.    